# Donji Tkalec
Donji Tkalec – wieś w Chorwacji, w żupanii zagrzebskiej, w mieście Vrbovec. W 2011 roku liczyła 97 mieszkańców.